# Марк-Андре тер Щеген
Марк-Андре тер Щеген (на немски: Marc-André ter Stegen) е германски футболист, роден на 30 април 1992 в Мьонхенгладбах, Северен Рейн-Вестфалия, който играе като вратар и се състезава за  Барселона, както и за националния отбор на Германия.

## Клубна кариера

### Борусия (Мьонхенгладбах)

#### Сезон 2010/11
През първата половина на сезон 2010/11 Тер Щеген впечатлява с изявите си за резервния отбор на Борусия Мьонхенгладбах и често е викан за резервен вратар в първия тим. Колегите му в първия отбор се представят слабо до този момент и от първите 22 мача имат едва 16 точки. Михал Фронтшек е заменен на треньорския пост от Люсиен Фавър.
Постепенно отборът заиграва по-добре, но слабите изяви на титулярния вратар Логан Бейли дърпат отбора назад. Фавър постепенно губи вярата си в Бейли и на 10 април тер Щеген застава за първи път на вратата на първия отбор на Борусия в мач от Първа Бундеслига срещу Кьолн. До края на сезона тер Щеген е неизменен титуляр, като запазва вратата си без допуснат гол в четири от последните пет мача на отбора си, помагайки на Борусия Мьонхенгладбах да се спаси от изпадане. В единия от мачовете показва спасявания от световна класа за победата с 1-0 над станалите шампиони в края на сезона Борусия Дортмунд.

#### Сезон 2011/12
Статутът на тер Щеген като първи избор на вратата на Борусия се цементира след пращането под наем на Логан Бейли в швейцарския Ксамакс. Сменя фланелката с номер 21 с тази с номер 1.
По време на летния трансферен прозорец Байерн Мюнхен закупуват вратаря на Шалке 04 Мануел Нойер, който е и титулярен вратар на националния отбор на Германия. Дебютът на Нойер е именно срещу тер Щеген на Алианц Арена. Изключителните изяви на тер Щеген и грешка на Нойер фиксират крайния резултат от 0-1 за Борусия Мьонхенгладбах.
В първия мач от 2012 г. Борусия Мьонхенгладбах печели с 3:1 отново срещу Байерн Мюнхен, а Тер Щеген отново блести със страхотни спасявания. Изявите му карат легендарния вратар на Байерн Сеп Майер да възкликне, че тер Щеген е бил добър колкото Нойер, но вторият е направил грешка, коствала загубата на отбора му срещу Борусия. 
Изявите на Тер Щеген помагат на Борусия Мьонхенгладбах да завърши на четвърто място в края на сезона и да се класира за Шампионска лига.

#### Сезон 2012/13
Тер Щеген взима участие и в двата мача срещу Динамо Киев от плейофите за влизане в груповата фаза на Шампионска лига. Отборът му губи плейофа с общ резултат 4-3. 

## Национален отбор
Тер Щеген е включен в предварителния списък на Йоахим Льов за Евро 2012, но не попада в окончателния състав от 23-ма души. Дебютът си за Германия прави на 26 май 2012 г. в контрола срещу Швейцария, в която Германия губи с 3-5.

## Успехи
Барселона
- Ла Лига (6): 2014/15, 2015/16, 2017/18, 2018/19, 2022/23, 2024/25
- Купа на краля (6): 2014/15, 2015/16, 2016/17, 2017/18, 2020/21, 2024/25
- Суперкупа на Испания (3): 2018, 2023, 2025
- Шампионска лига (1): 2014/15
- Суперкупа на УЕФА (1): 2015
- Световно клубно първенство (1): 2015